# جمعیت‌شناسی گیلان
این مقاله به ویژگی‌های جمعیت شناسانه استان گیلان در ایران می‌پردازد.

## جمعیت
جمعیت استان گیلان در سال ۱۴۰۰ برابر ۲٫۷۶۰٫۲۳۴ نفر است برخی منابع معتقدند، چهار میلیون نفر گیلک در ایران زندگی می‌کنند. نرخ رشد جمعیت در گیلان به‌طور پیوسته کمتر از رشد کل کشور مانده‌است، میانگین رشد جمعیت استان گیلان در دورهٔ پنج سالهٔ ۱۳۸۵ تا ۱۳۹۰ با اختلاف ۰٫۶۷ درصدی نسبت به کل کشور، ۰٫۶۲ درصد بود. میانگین کل ایران، ۱٫۲۹ درصد می‌باشد. از سوی دیگر تراکم جمعیت (شمار ساکنان در کیلومتر مربع) در گیلان همیشه بالاتر از متوسط کل کشور بوده‌است. این رقم در حال حاضر ۱۷۷ است. بُعد خانوار در گیلان، با ۳٫۲ نفر در هر خانواده، کم‌ترین میزان در کل کشور را داراست. میانگین کشوری ۳٫۵۵ نفر در هر خانواده‌است.
بیش از ۵۳ درصد مردم در روستاها زندگی می‌کنند. جمعیت متوسط روستا در گیلان همواره از متوسط کشور بالاتر بوده‌است. در ۱۹۹۶ این رقم برای گیلان ۴۴۱ و برای کشور ۳۳۸ بود. در گیلان به‌طور متوسط در هر ۵٫۲ کیلومتر مربع یک سکونتگاه وجود دارد که این رقم برای کل کشور ۲۴٫۲ است. در حال حاضر ۳۴٫۵ درصد از جمعیت گیلان زیر ۱۵ سال و ۵۹٫۸ درصد آنان بین ۱۵ تا ۶۴ سال دارند و ۵٫۷ درصد بالای ۶۵ سال. مقایسه نسبت افراد زیر ۱۵ سال در سرشماریهای مختلف نشان می‌دهد جمعیت در حال پیر شدن است و ساختار سنی اش در حال متوازن تر شدن. ساختار جنسیتی گیلان هم با نوسان نسبت مرد/زن در بازه ۱۰۲٫۵ و ۱۰۴٫۳ در برابر هر ۱۰۰ مرد متوازن است. با توجه به روندهای مهاجرتی و سرشماریهای قبلی این رقمها قابل قبول‌اند. در ۱۹۹۶ ۵۶٫۳ درصد مردان و ۶۱ درصد زنان بالای ده سال ازدواج کرده بودند که نسبت به بیست سال قبل اندکی کاهش را نشان می‌دهد. برای بازه سی ساله ۱۹۹۱–۲۰۲۱ سه فرضیه وجود دارد. طبق فرض شدید، نرخ رشد متوسط سالانه جمعیتهای شهری و روستایی گیلان به حدود ۲٫۹۶ و ۱٫۱۶ درصد خواهد رسید. طبق دو فرضیه دیگر این نرخها کمتر خواهند بود. به نظر می‌رسد فرض دوم واقعی تر باشد و رشد جمعیت شهری به ۲٫۵ و روستایی به زیر ۱ درصد نزدیکتر باشد.
در سال ۲۰۰۶ تعداد روستاهای مسکون به ۲۶۸۶ کاهش یافت چرا که ۸ تایشان شهر شده و ۲۴۱ تایشان نامسکون شدند. نرخ باروری (تعداد زایمان زنده در ۲۰۰۶ برای هر ۱۰۰۰ زن در سن تولید مثل) در گیلان ۱٫۴۴ و نرخ تولد خام در کل استان ۱۳٫۸ محاسبه شده‌است. در بازه ۱۹۹۶ تا ۲۰۰۶ ۱۷۷٬۷۰۷ نفر از گیلان مهاجرت کرده و ۲۰۲٬۳۸۶ از سایر استان‌ها بدان مهاجرت نمودند. پیش‌بینی شده نرخ باروری در گیلان تا ۲۰۲۶ ۱٫۴۹۲ در شهرها و ۱٫۵۹۲ در مناطق روستایی باشد. پیش‌بینی شده مهاجرت هم افزایش یابد. پیش‌بینی شده نرخ رشد جمعیت سالانه گیلان با کاهشی شدید از ۰٫۸۵ درصد به ۰٫۵۸ درصد برسد.

## گروه‌های قومی
این استان دارای هویت قومی مشخص است. گروه‌های قومی اصلی آن متعلق به شاخه شمال غربی گروه زبانهای ایرانی‌اند. مهم‌ترین شان گیلک است که در جلگه مرکزی، حاشیه ساحلی شرقی و ارتفاعات جنوب غربی زندگی می‌کند. گیلکها بر اساس تفاوت‌های گویشی و ویژگی‌های اجتماعی فرهنگی به سه گروه تقسیم می‌شوند: گیلک رشتی و لاهیجانی، که به ترتیب در غرب و شرق جلگه زندگی می‌کنند، تفاوت‌های کمی نشان می‌دهند، ولی گیلک گالشی یا دیلمی در کوه‌های جنوب شرقی زبان متفاوت و شیوه کشت و دامپروری متفاوتی با گیلک جلگه و تالشها که منطقه‌شان از کوهپایه تا دامنه البرز کشیده شده‌است دارند. گویش تاتی پیرامون رودبار تکلم می‌شود. کرد عمارلو در جنوب غربی گیلان در رودبار و دیلمان اشاره دارد ، بازرگانان و ماهیگیران آذری  ساحل آستارا و کارمندان فارسی‌زبان ادارات دولتی. نتیجتاً چندزبانگی قاعده سرتاسر استان است.
چهار گروه ایلی از مردم کُرد در شهرستانهای مختلف استان گیلان زندگی می‌کنند، این ایلات عبارتند از عمارلو در رودبارو دیلمان جلالوند در لنگرود، رشوند در رشت و کرمانج در هشتپر.
همچنین کردهای منسوب به ایل غیاثوند، که به لک‌های سلخوری معروف هستند در بخش‌هایی از استان گیلان زندگی می‌کنند. اجداد افراد این ایل در اواخر دوره افشاریه از کردستانات و کرمانشاه به گیلان تبعید شدند.
سازماندهی کار در گیلان علی‌الظاهر بر اساس تقسیم کار قومی مشخص می‌شود. هر گروهی که در استان می‌زید با یک یا چند فعالیت تولیدی خاص، مشخص می‌شود به نحوی که اسامی قومی علاوه بر ریشه‌های سرزمینی، زبانی و فرهنگی به تخصص ویژه شغلی هم اشاره می‌کند. گیله مرد (مرد گیلان) به کشاورزان جلگه اشاره دارد که گیلکی صحبت می‌کنند، در حالی که گالش، تولیدکننده کوه نشین در شرق استان، گویشی به نام گالشی را استفاده می‌کند. بنا به سخنگو، اسم قومی می‌تواند معانی مختلفی داشته باشد، ولی عموماً ابعاد فرهنگی و حرفه‌ای را ترکیب می‌کند. همان‌طور که مارسل بازین و علی پور-فیکویی (Ali Pour-Fickoui) اشاره می‌کنند، برای بسیاری از گیلکان خصوصاً شهرنشینان مرکز و غرب، یک تالش یک دامپرور است، گرچه تالش همان واژه را در مقابل یک گالش (دامدار)، برای شمالی‌ترین نقطه منطقه، برای یک زارع برنج استفاده می‌کند. تفاوت هرچه باشد، جمعیتهای مختلف که در منطقه همزیستی دارند به بیشتر منابع بومی دسترسی برابری ندارند. به این دلیل اسامی جمعی تنها معین‌کننده‌های هویت نیستند، ولی به موقعیت نسبی در سلسله مراتب اقتصادی اشاره می‌کنند. منابع اصلی منطقه‌ای (برنج و در گذشته ابریشم) امتیاز مردمان جلگه‌نشین گیلک و گاهی تالش هستند. گیلکان همچنین بخش‌های اصلی تجارت و مدیریت را در کنترل دارند، حتی اگر برای آخری با کارکنان دولتی اهل مرکز کشور رقابت کنند. جمعیتهای کوهستانی سوی مرطوب البرز (گالش و بیشتر تالشان) متخصص پرورش گاو و گوسفند اند، و در فضای منطقه جایگاهی جنبی دارند، و وضعیت پایین‌تری نسبت به همسایگان گیلک شان دارند. مذهب سنی بخشی از جمعیت برخلاف اکثریت شیعه جمعیت در مناطق اسالم و طالش دولاب منجر به در حاشیه رفتن تالشان شده‌است.

## هویت مردم

### عادات غذایی

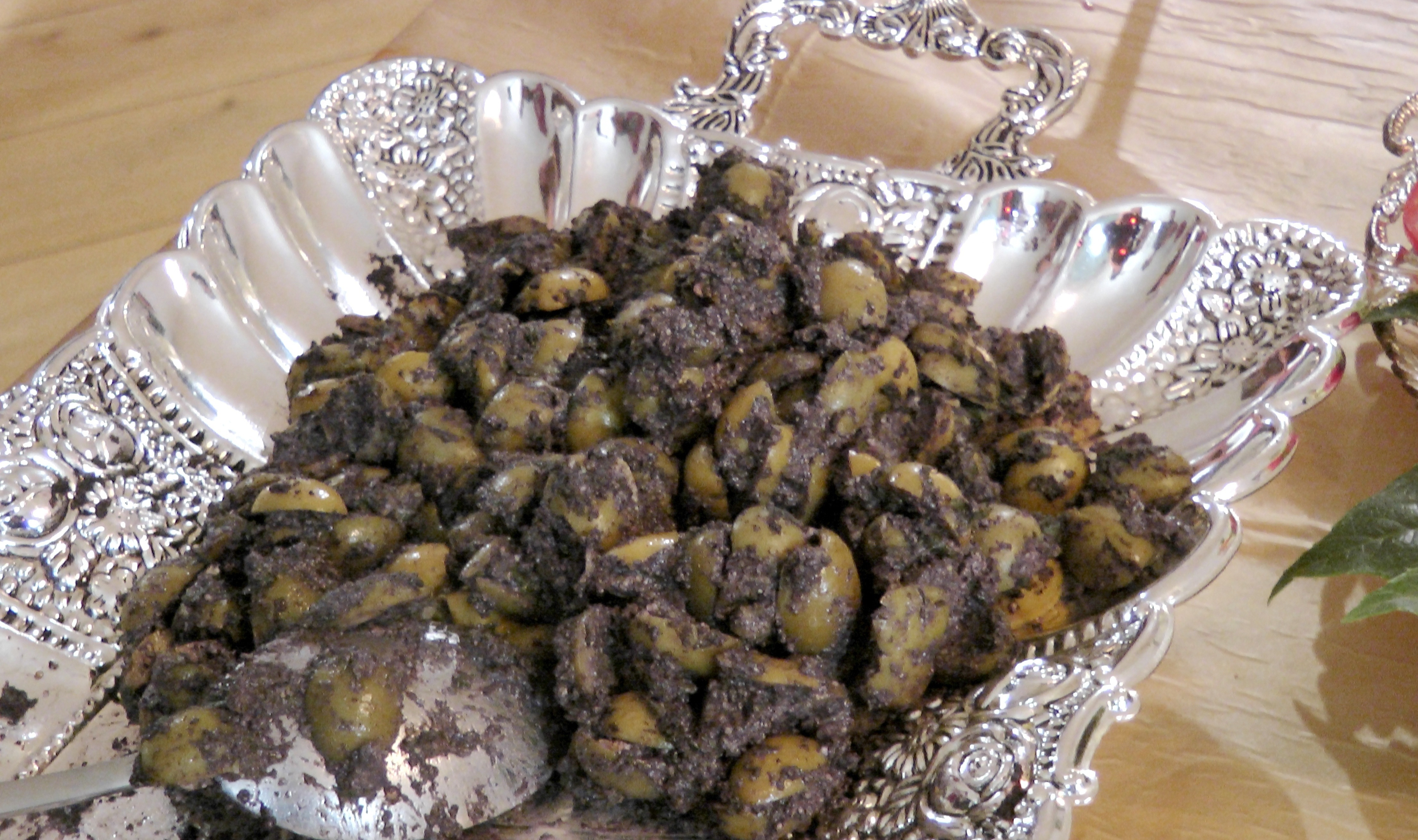
زیتون پرورده

با توجه به تنوع و تضاد عادات غذایی رشتیها و عراقیها یعنی مردم داخل یا فلات ایران، این مسائل زمینه‌ای نیرومند برای انعکاس مغایرتهاست. مردم گیلان عاشق برنج اند-برنج که آن‌ها با ماهی، تخم مرغ، زیتون و به قدری کمتر گوشت گوساله تکمیل اش می‌کنند به‌طور سنتی با هر سه وعده اصلی غذایی میل می‌شود. این در تضاد با رژیم سنتی عراقی‌ها است که از نان، محصولات لبنی و گاهی گوشت گوسفند تشکیل می‌شود. رشتیها با مشاهده عادات غذایی همسایگان شان، و به علاقه آنان به نان به‌طور خاص توجه می‌کنند و گاهی با تفریح و گاهی با تحقیر به آن‌ها می‌نگرند. آن‌ها به مردم تهران دهان گشاد می‌گویند، زیرا آن‌ها هنگام جویدن نان دندان‌های بزرگ شان را نمایان می‌کنند. بنا به کلیشه‌های سنتی، عراقیها «نان خالی خوران» فقیر اند که برنج گیلان برایشان یک نعمت حسرت‌برانگیز می‌ماند. هنگامی که عادات غذایی روزانه مردم فلات و رشتیها دو نظام کاملاً متمایز را شکل می‌داد-گرچه این تمایزات در سی سال گذشته به‌طور قابل توجهی کاهش یافته- برای ساکنان جلگه خزر، مصرف نان هم موضوع تمسخر و هم عامل هشدار بود: «گیلک» به گزارش رابینو، «نان نمی‌خورد بلکه آن را غذایی می‌داند که برای فطرت اش نامناسب است، تا جایی که یک مرد خشمگین به زن اش می‌گوید: نان بخور و بمیر!». بنا به قول رابینو و کاپیتان آرتور کانلی لافونت، در حدود ۱۸۳۰، والدین گیلانی هنگام تمسخر کودکان شان آن‌ها را به منظور تنبیه بد رفتاری شان به فرستادن به عراق تهدید می‌کردند، جایی که مجبور بودند از بدبختی نفرت‌انگیز خوردن نان رنج ببرند.
زیتون پرورده (که به همراه رب انار و گردوی چرخ شده تهیه می‌شود)، گوشت گوساله، و ماهی از مواد غذایی محبوب رشتیان است که اغلب در بین عراقیها حس تنفر شدید برمی‌انگیزد و رشتیها به خاطر آن کله‌ماهی خور خوانده می‌شوند، نامی مستعار که تمسخر و نفرت را ترکیب می‌کند. در واقع، ساکنان جلگه گیلان گاه‌گاهی کله‌ماهی سرخ شده می‌خورند و عموماً از تمسخر کنایه‌آمیزی که همسایگان شان با آن این بخش از فهرست غذایی شان را می‌بینند آگاه‌اند. با این حال، آنان ارزش‌های تغذیه‌ای کله‌ماهی را، که غنی از فسفر است و مغز را برمی‌انگیزد، تحسین می‌کنند.

## در سنت ادبی
تصاویر دیگری از جهان خزری علاوه بر هویت گیلانی توصیف شده در جوکهای قومی در سنت ادبی ضبط شده‌است (متون اصلی اسطوره‌ای و ادبی، سفرنامه‌ها، مطالعات تاریخی و…). منطقه از این خلال گاهی تقریباً دوزخی و در دیگر زمان‌ها چون بهشتی زمینی به نظر می‌رسد؛ علاوه بر این بسیاری از نویسندگان بومی آن را دارای فرهنگ آریایی دانسته‌اند، فرهنگستانی از رسوم باستانی و ماقبل اسلامی، منطقه‌ای حاشیه‌ای، حافظ استقلال خود، و بستری برای نافرمانی.
تصویر دوزخی گیلان نتیجه سنتهای شدیداً متفاوت است: در یک سو، سنت اسطوره‌ای زرتشتی، با بازتابهایش در شاهنامه و در سوی دیگر، سنتی که مسافران عرب و سپس اروپاییان حامل آن بودند. در اوستا «چهاردهمین جای» خلق شده توسط اهورامزدا، «وارنا و چهار گوشه اش» است که به نظر جایی حاشیه‌ای و هراس‌انگیز می‌رسد. در بندهشن بزرگ، مردمان وارنا و مازنا (سرزمین‌های اسطوره‌ای در منطقه جنوب خزر) بازماندگان زوجی متفاوت از آنی هستند که ایرانیان را خلق کرد. مردم این مناطق حاشیه‌ای انیران یا غیر آریایی، نسبت به نژاد ایرانی خارجی هستند. به نوشته جیمز دارمستتر در اوستا و شاهنامه منطقه خزر نسبت به ایران مانند آنچه سیلان نسبت به هند در رامایانا شد بود. جهانی عجیب و موطن خون بد و دیوان است.
تصویر جنگلهای گیلان چون مهد نیروهای وحشی مرتبط با یک منطقه مملو از باران، جهانی از بخارات و تپ ناپاک مرتبط است. این نمود رستاخیزی توسط مسافران عرب که به محیط خشک عادت داشتند به عنوان ابراز تعجب از کشف جهان مرطوب پراکنده شد. در اوایل قرن دهم ابن حوقل از این الفاظ برای توصیف افلیم منطقه بهره برد: «اغلب باران می‌بارد، حتی ممکن است برای کل یک سال بی توقف ببارد؛ بدون نشانی از خورشید». بین قرون هفدهم تا بیستم اروپاییانی که از منطقه گذشتند یا مدتی در آن ماندند «جو گلخانه‌ای» «بخارات متعفن» آن را تحقیر کردند. لرد کرزن منطقه را یک جهنم مالاریایی می‌خواند و با توصیف اش از مثل مرگ می‌خواهی گیلان برو نتیجه‌گیری می‌کند. در تضاد با تصویر جهنم مالاریایی گیلان با پوشش گیاهی غنی و تنوع لذات از سوی برخی نویسندگان بهشتی زمینی تصویر شده‌است. جوناس هانوی پس از توصیف «رطوبت شدید زمین» و رطوبت هوا «چنان زنگ تولید می‌کند که کار ساعت هم مختل می‌شود» گیلان را با نوعی از بهشت مقایسه می‌کند «زمین شدیداً پربار و مولد است، هر نوعی از میوه را بی کود تولید می‌کند، پرتقالها، لیموها، هلوها و انارها، انگور به وفور وجود دارد تاکها بر درختان سوار اند و به‌طور وحشی در کوه‌ها به وفور می‌رویند به نحوی که بخش قابل توجهی از ایالت یک بهشت است». مسافران اغلب این تصویر یک باغ طبیعی و غنی را ذکر می‌کنند. این درست است که درختان محصور در باغ‌ها شاخه‌های اهلی شده گونه‌های وحشی بومی‌اند. وضع گردو، فندق، آلو، گیلاس، زردآلو، گلابی، سیب، ازگیل، درخت، انجیر و درختان انار نیز که همگی احتمالاً از منطقه خزر نشات گرفته‌اند چنین است. این تشعشع فراوانی با وفور رز وحشی «که چون خوشه‌ای بین درختان به اندازه کابل‌های کشتی بزرگ و سیاه آویزان است» تقویت می‌شود. منطقه خزر جایی است که تاک از آن نشات گرفته و هیچ‌گاه اهلی نشده‌است.